# 古布基夫
50°49′50″N 27°3′4″E / 50.83056°N 27.05111°E
古布基夫（烏克蘭語：Губків），是烏克蘭西北部的村莊，隸屬里夫內州的里夫內區。該村面積1.18平方公里，海拔高度196米，2001年人口788，人口密度每平方公里667.8人。